# 方多 (加利福尼亞州)
方多（英語：Fondo）是位於美國加利福尼亞州因皮里爾縣的一個非建制地區。該地的面積和人口皆未知。

## 地理
方多的座標為33°06′41″N 115°37′28″W / 33.11139°N 115.62444°W，而該地的平均海拔高度為-62米（即-203英尺）。